# باشگاه فوتبال شنژن
باشگاه فوتبال شنژن (به چینی: 深圳市足球俱乐部) یک باشگاه فوتبال در شهر شنژن در کشور چین می‌باشد که در سوپر لیگ فوتبال چین بازی می‌کرد.
این باشگاه در سال ۱۹۹۴ تأسیس شده‌است. باشگاه شنژن سه بار قهرمانی سوپر لیگ فوتبال چین و سه بار نایب قهرمانی این جام را در کارنامه دارد. همچنین این باشگاه اولین قهرمان اولین دوره لیگ فوتبال چین بوده‌است.
باشگاه فوتبال شنژن چین سال ۲۰۲۴ منحل شد.

## بازیکنان برجسته
- مرتضی پورعلی گنجی